# Lexus GX
La Lexus GX è un SUV prodotto dalla Lexus dal 2002 e distribuito principalmente in America settentrionale e in Russia. 

## Prima serie
Basato sul Land Cruiser Prado (o Land Cruiser V8 in Europa) è un SUV di lusso costruito principalmente per competere con Mercedes GL, BMW X5, Audi Q7, Cadillac Escalade, ecc. Presentato al NAIAS del 2002 era equipaggiato di un motore V8 da 4,7 l che erogava 175 kW.

## Seconda serie

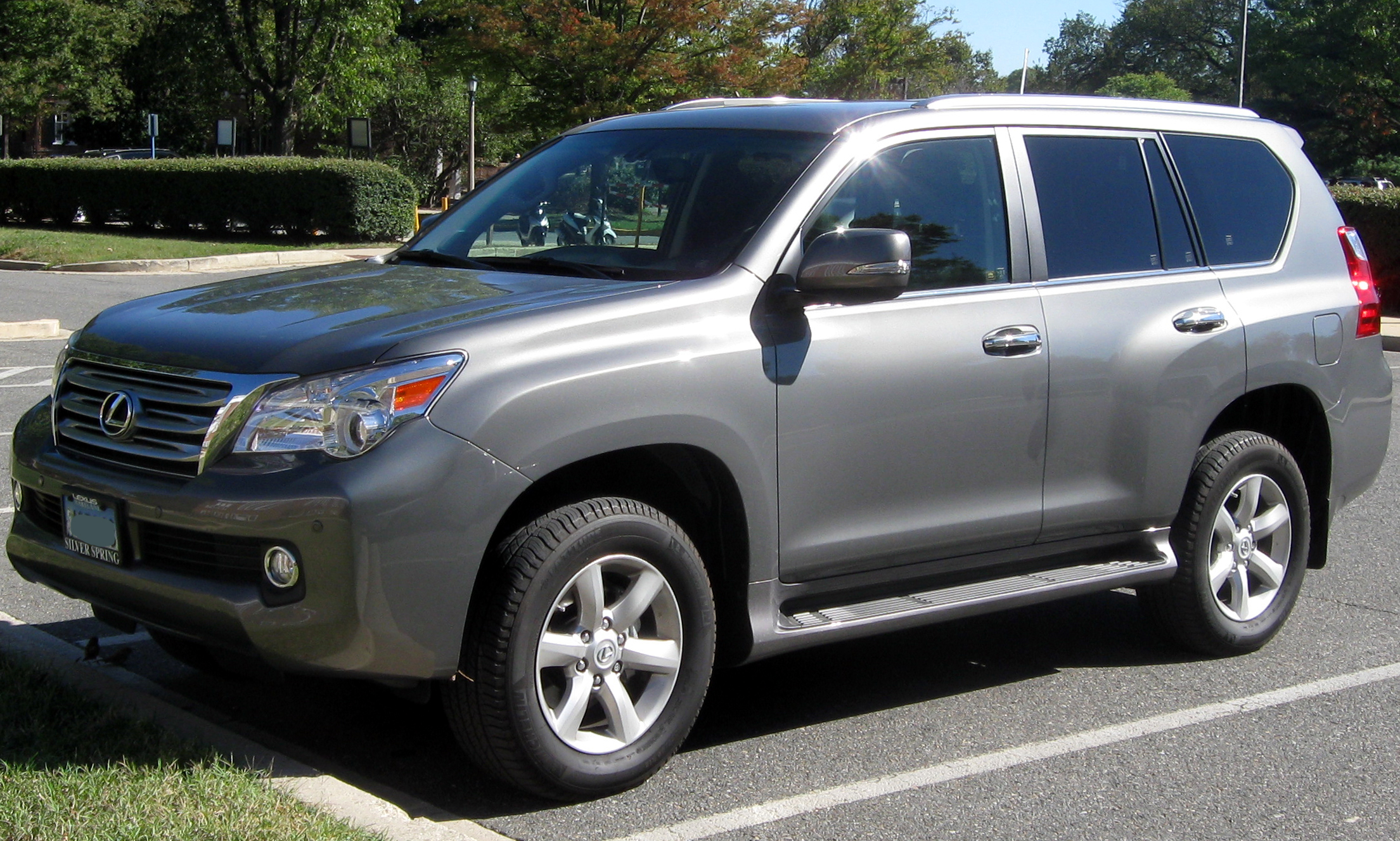
La GX di seconda generazione

Nel 2009 ne è stata presentata la seconda serie con ingombri esterni leggermente aumentati. Le motorizzazioni erano ora due, entrambe V6, da 4,0 e 4,6 l e potenze tra i 202 e i 225 kW.